# Comté de Võru

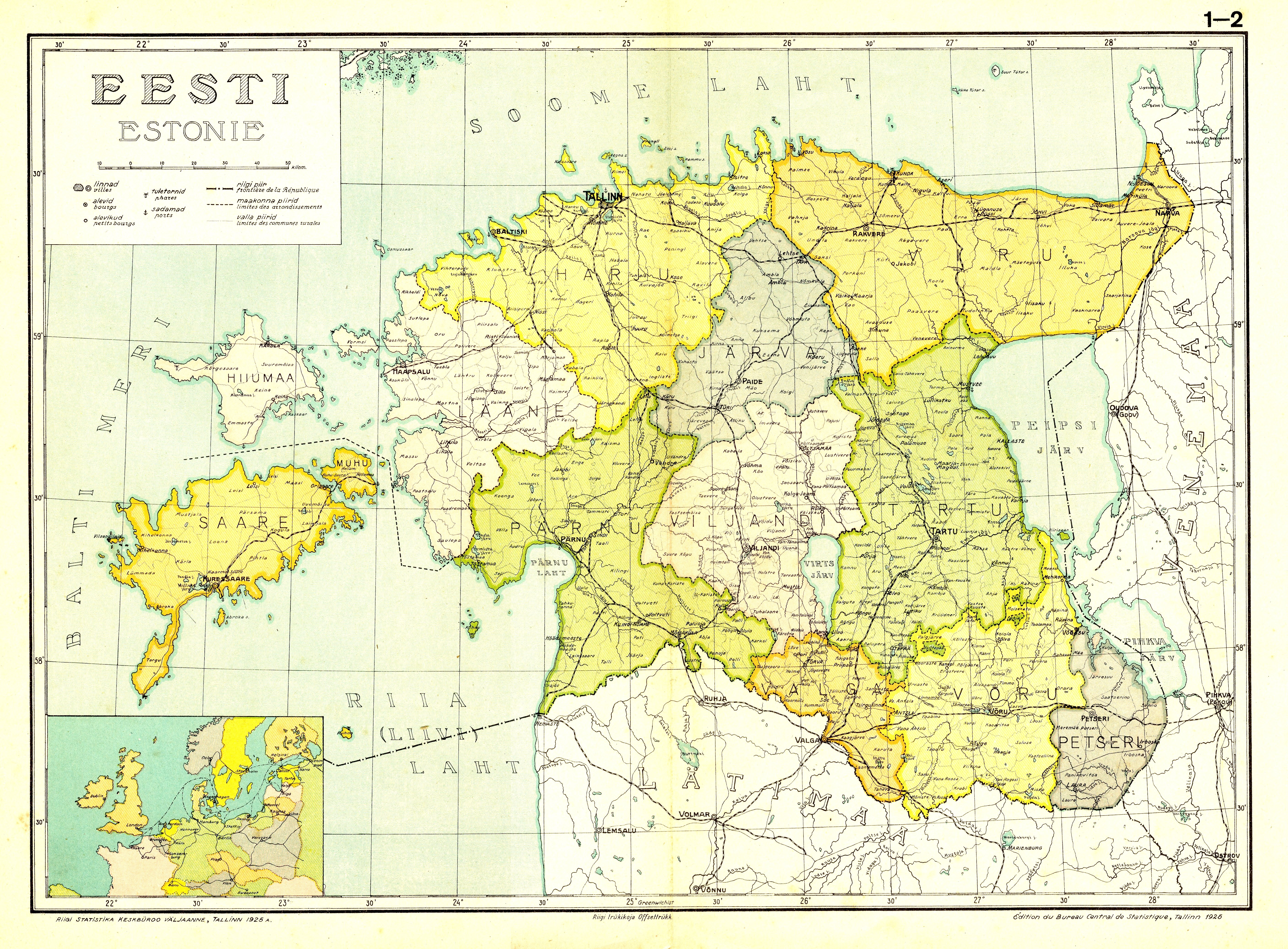
Carte administrative de l'Estonie en 1925.

Le comté de Võru (en estonien : Võru maakond) est l'un des quinze comtés d'Estonie. Il a pour chef-lieu la ville de Võru.

## Géographie
Le comté s'étend sur 2 773 km2 à l'extrémité sud-est du pays et est limitrophe des comtés de Põlva au nord et de Valga à l'ouest, et bordé par la frontière avec la Russie à l'est et par celle avec la Lettonie au sud.
Le comté comprend le parc naturel de Haanja qui abrite le lac Hino ainsi que le parc national de Karula.
Sur le territoire du comté se trouvent le point culminant de l'Estonie et de la région baltique dans son ensemble, la colline Suur Munamägi (318 m), et le lac le plus profond du pays, Rõuge Suurjärv (et) ( 39 m).

## Histoire
La région du Võrumaa (en võro : Vana Võromaa) incluait dans ses limites historiques les communes d'Hargla, Kanepi, Karula, Põlva, Räpina, Rõuge, Urvaste et Vastseliina, aujourd'hui réparties sur les comtés de Võru et de Põlva, avec quelques petites portions dans les comtés de Tartu et de Valga.
À l'époque de la première indépendance de l'Estonie, le comté s'étend de la frontière lettone au lac Peïpous et englobe la région de Põlva. En 1950, sous le régime soviétique, le comté est divisé en deux raions, de Võru au sud et de Põlva au nord.
Après la deuxième indépendance du pays en 1991, le raion devient le comté de Võru, qui couvre alors 2 305,44 km2 et regroupe treize communes. Lors de la réorganisation administrative d'octobre 2017, le comté est agrandi au nord-est au détriment de celui de Põlva et compte désormais une ville et quatre communes rurales.

## Population

### Évolution démographique
| 2018   | 2019   | 2020   | 2021   | 2022   |
| ------ | ------ | ------ | ------ | ------ |
| 36 133 | 35 782 | 35 415 | 34 898 | 34 182 |

| 2023   | - | - | - | - |
| ------ | - | - | - | - |
| 34 318 | - | - | - | - |

### Composition ethnique
En 2011, le comté de Viljandi comptait 47 599 habitants, dont 45 391 (95,4 %) Estoniens, 1 305 (2,7 %) Russes et 880 (1,8 %) d'autres nationalités.

## Subdivisions administratives

### Depuis 2017
Depuis la réorganisation administrative d'octobre 2017, le comté comprend une ville et quatre communes.
| Rang | Municipalité | Type    | Population (2018) | Superficie km2 | Densité | Carte |
| ---- | ------------ | ------- | ----------------- | -------------- | ------- | ----- |
| 1    | Antsla       | Rurale  | 4 606             | 410            | 11.2    |       |
| 2    | Rõuge        | Rurale  | 5 551             | 934            | 5.9     |       |
| 3    | Setomaa      | Rurale  | 3 556             | 461            | 7.7     |       |
| 4    | Võru         | Rurale  | 10 942            | 954            | 11.5    |       |
| 5    | Võru         | Urbaine | 12 242            | 14             | 874.4   |       |

### Avant 2017
Avant 2017, le comté comprenait treize communes, dont une ville.
Commune urbaine (linn) :
- Võru

Communes rurales (vallad) :
- Antsla
- Haanja
- Lasva
- Meremäe
- Misso
- Mõniste
- Rõuge
- Sõmerpalu
- Urvaste
- Varstu
- Vastseliina
- Võru

## Traditions
Les saunas à fumée sont une pratique ancestrale et sacrée dans cette région. Cette pratique est inscrite au patrimoine immatériel de l’Unesco, en 2014. En 2023, Anna Hints réalise un documentaire Smoke Sauna Sisterhood (Savvusanna sõsarad).

## Jumelages
| Ville | Ville      | Pays | Pays     | Période     |
| ----- | ---------- | ---- | -------- | ----------- |
|       | Halsua     |      | Finlande | depuis 1989 |
|       | Kaavi      |      | Finlande | depuis 1990 |
|       | Nilsiä     |      | Finlande | depuis 1990 |
|       | Rautavaara |      | Finlande | depuis 1990 |
|       | Ullava     |      | Finlande | depuis 1989 |
|       | Vehmaa     |      | Finlande | depuis 1990 |
|       | Veteli     |      | Finlande | depuis 1989 |

## Galerie

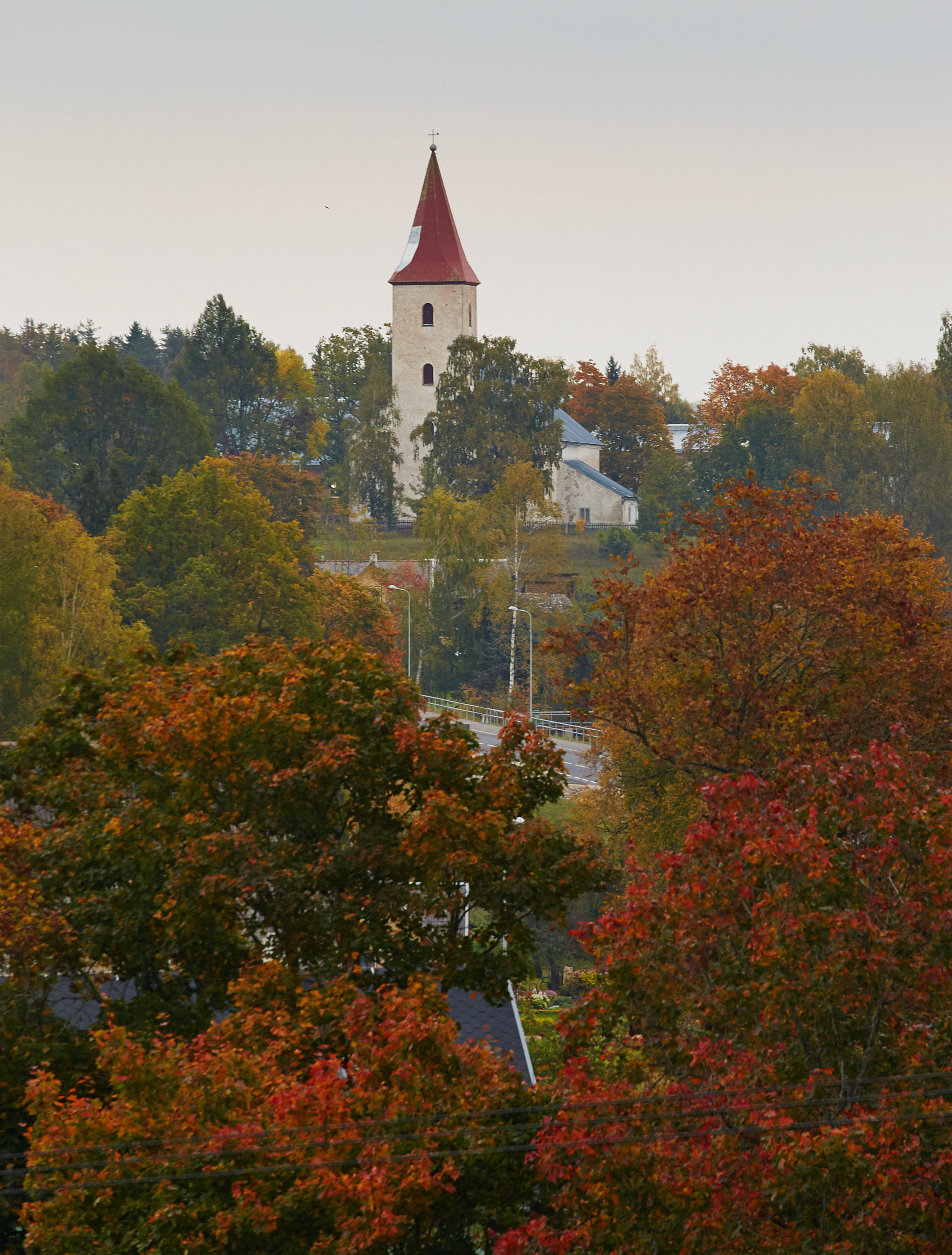
Rõuge
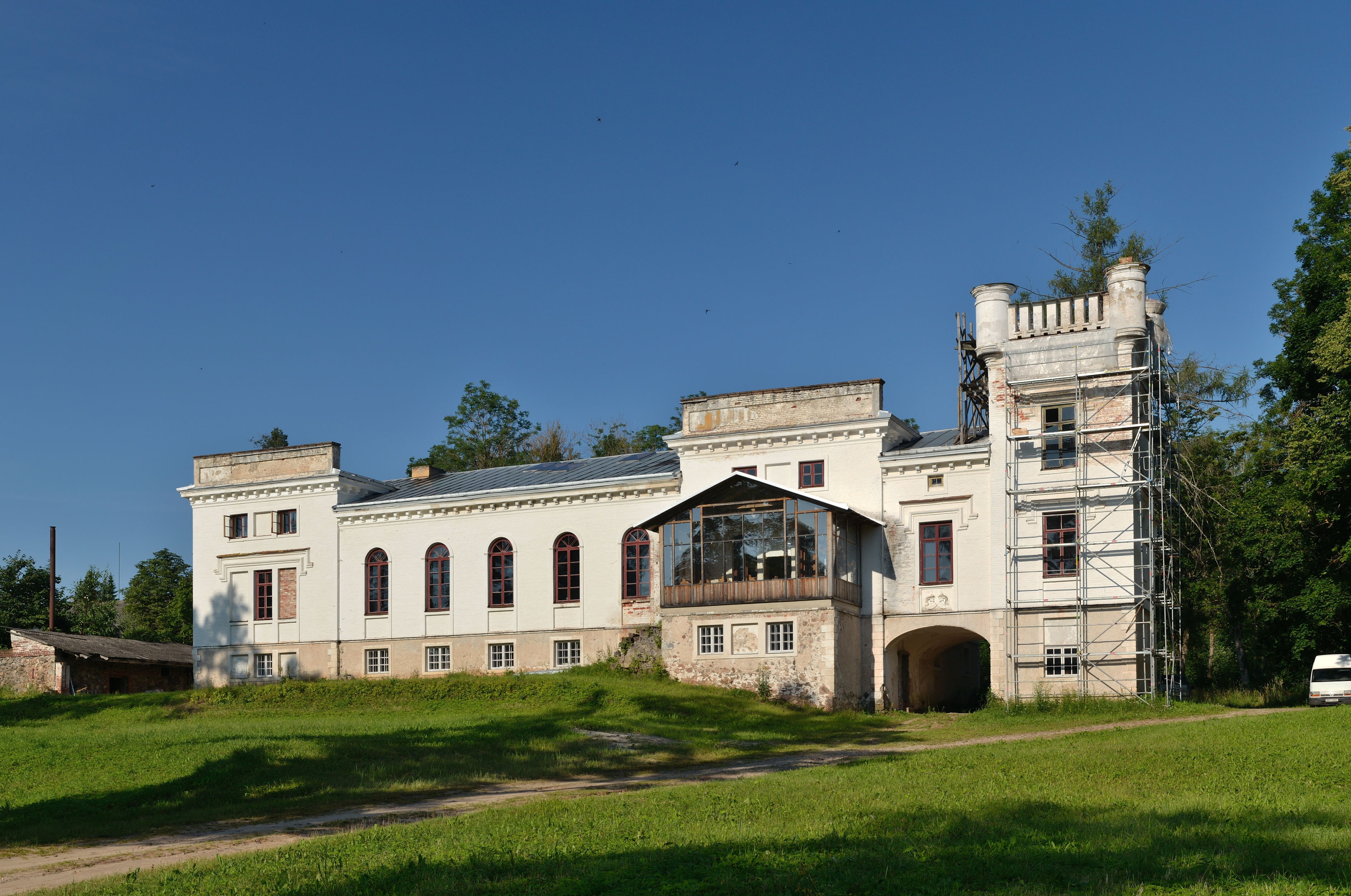
Sõmerpalu
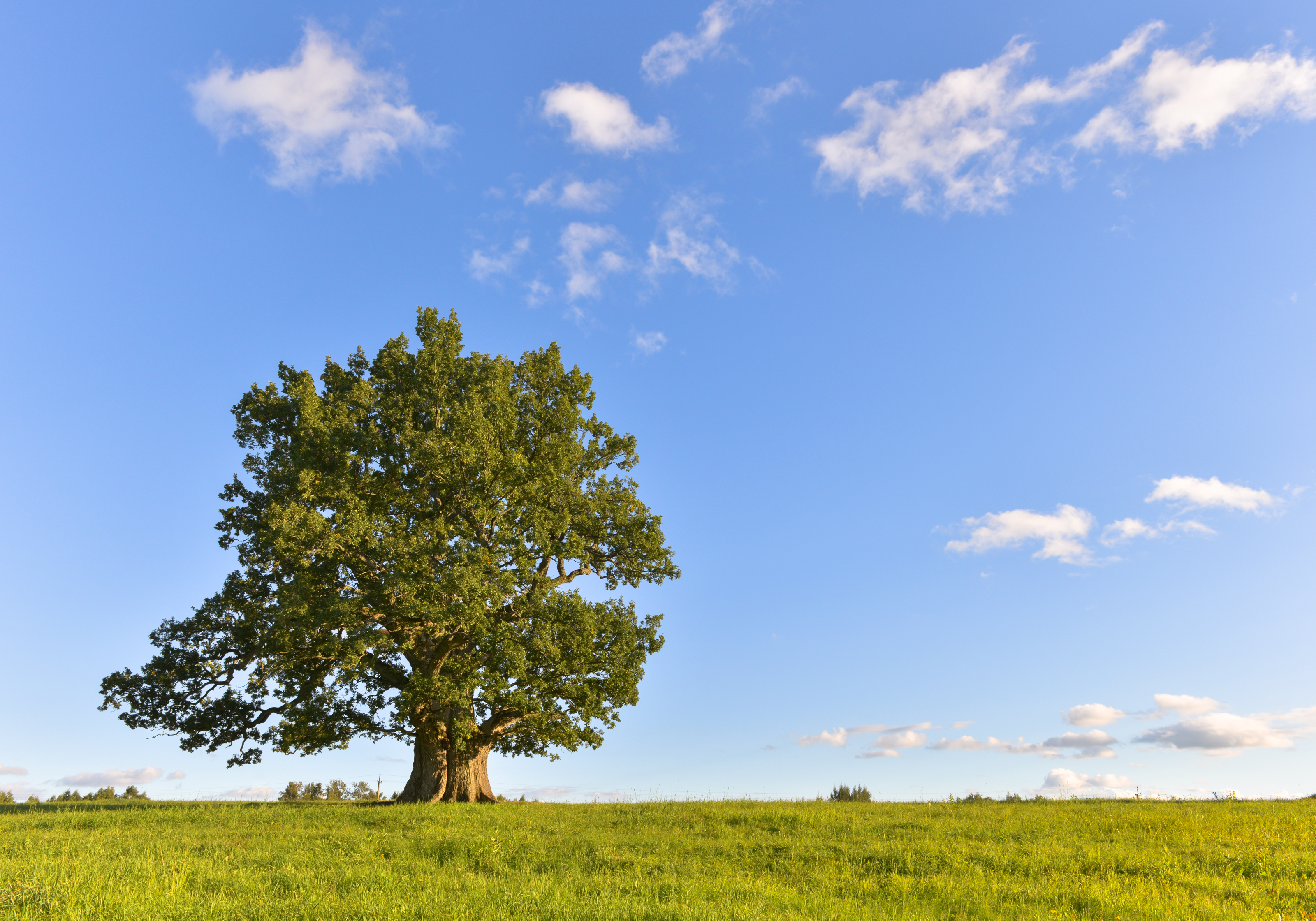
Urvaste
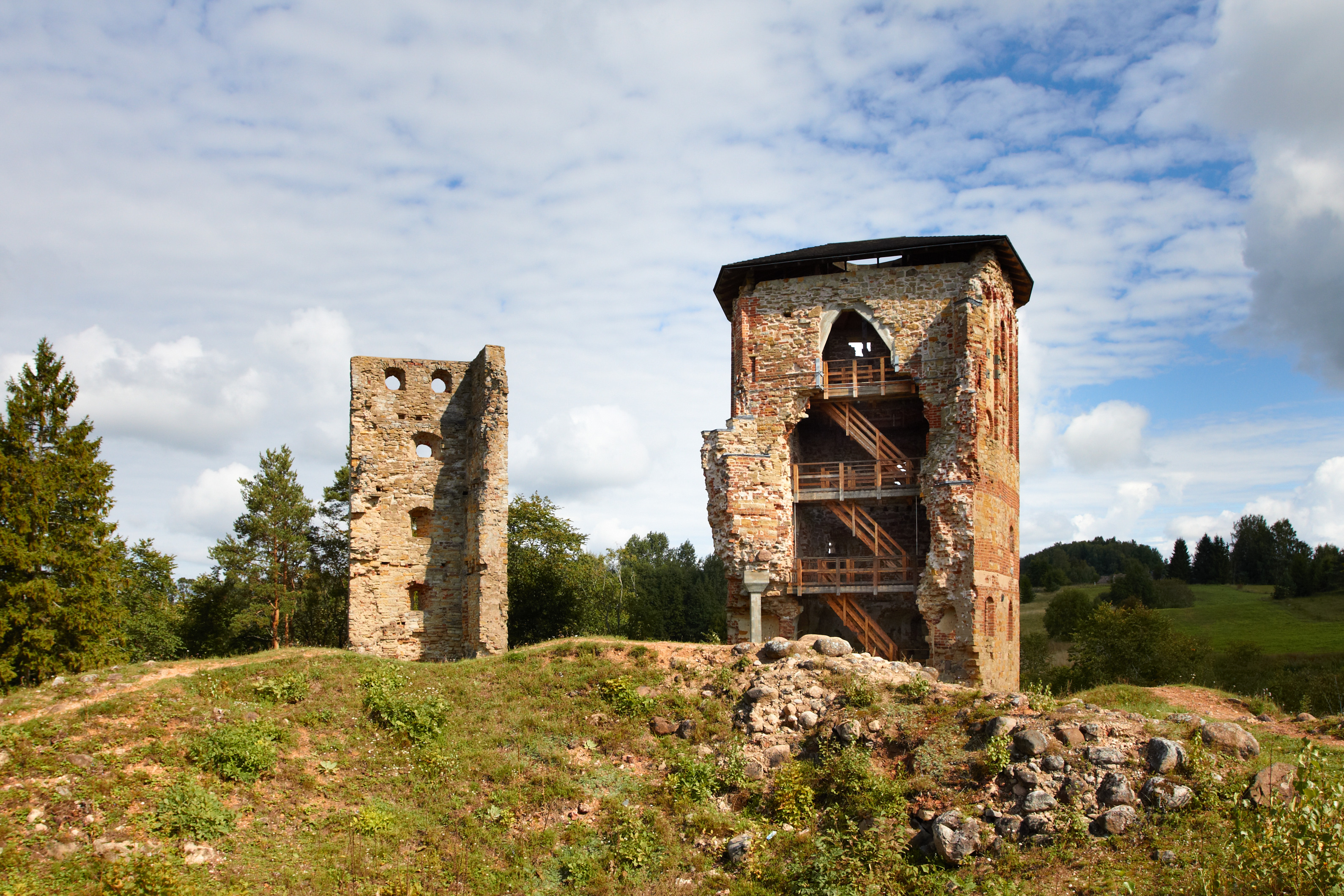
Vastseliina
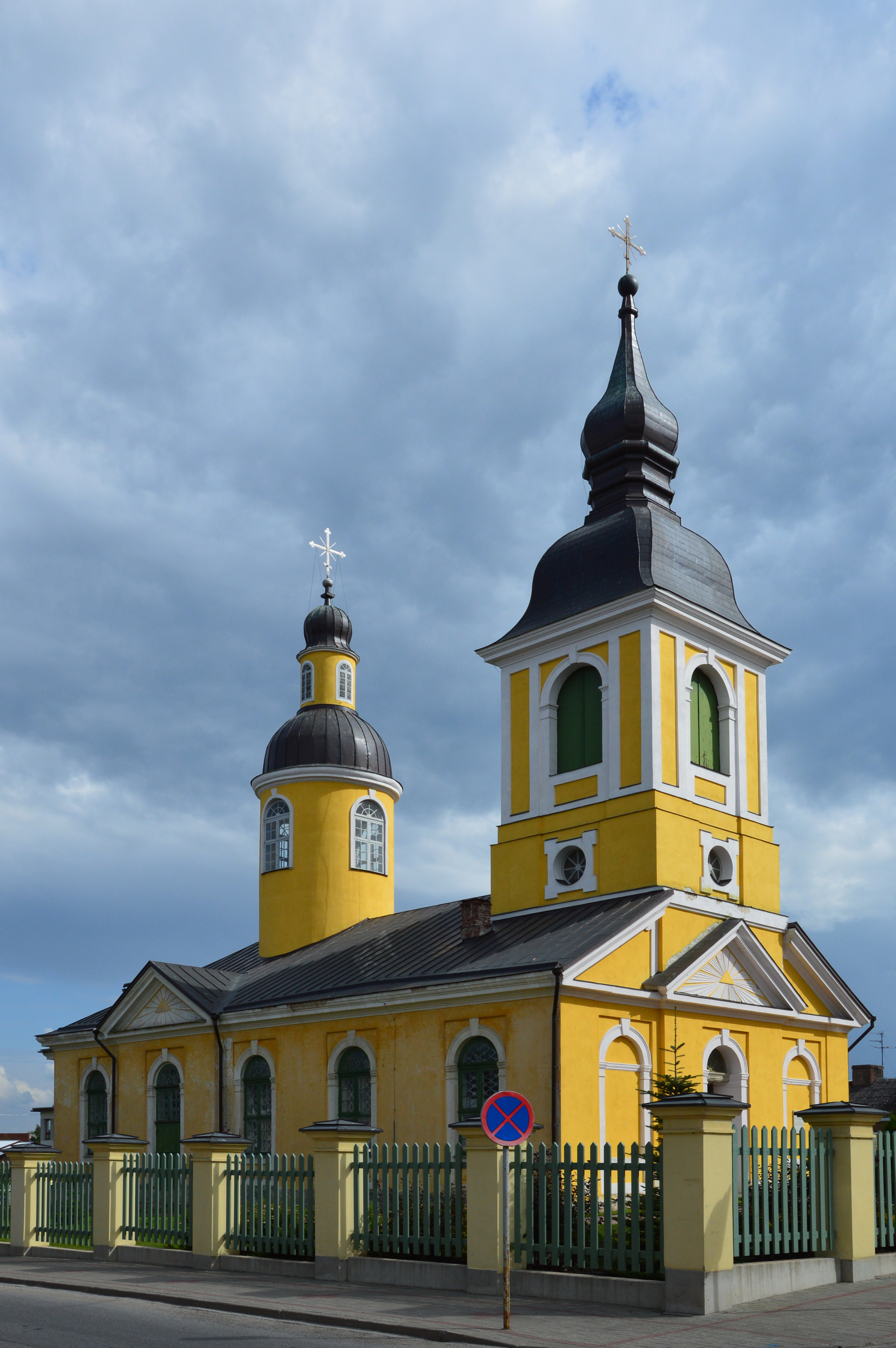
Võru